# Mme. Charles Cahier

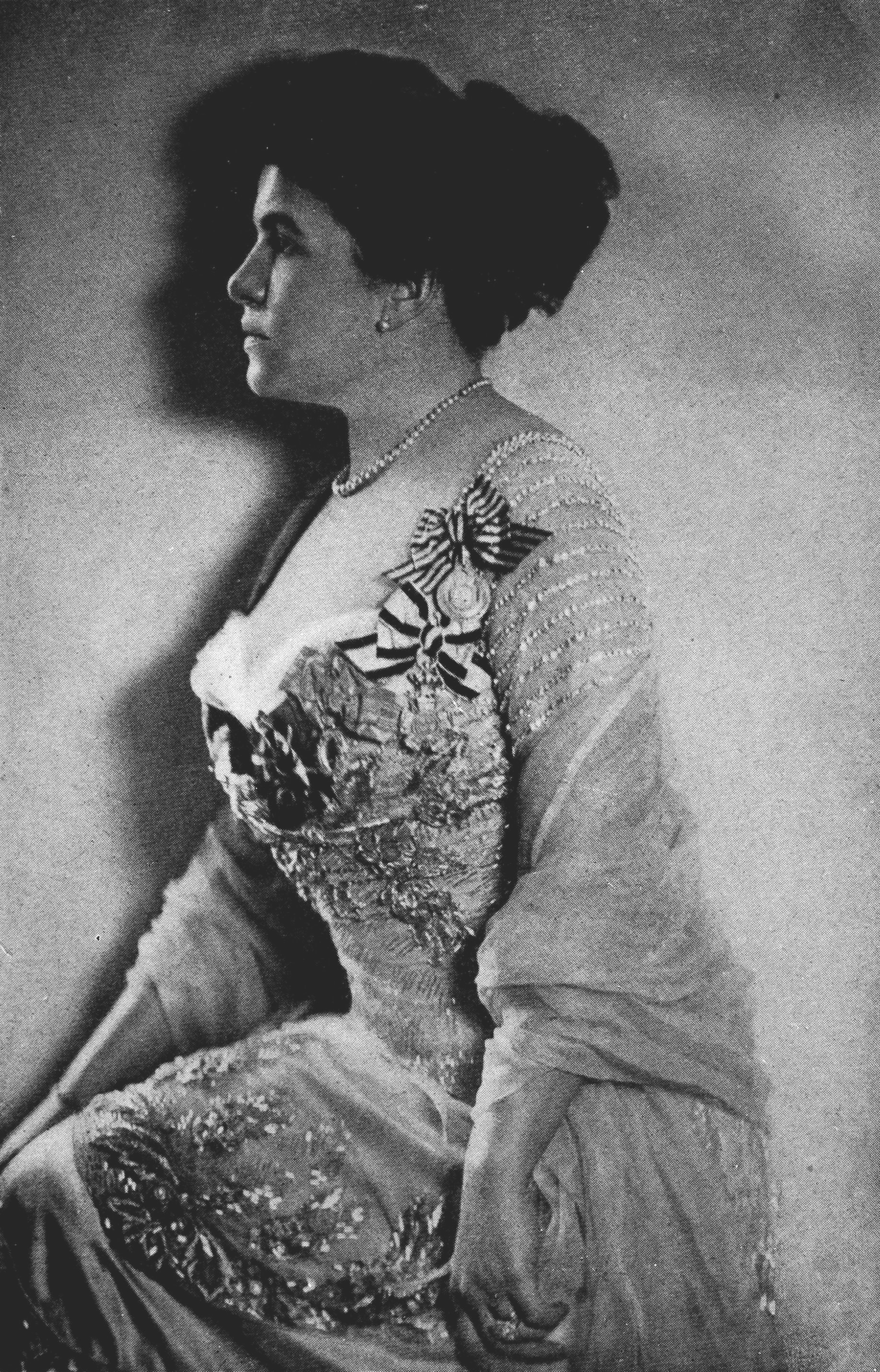
Porträt von Mme Charles Cahier, vor 1912

Madame Charles Cahier, geboren als Sara Jane Layton Walker (8. Januar 1870 in Nashville, Tennessee – 15. April 1951 in Manhattan Beach, Kalifornien), war eine bedeutende Lied- und Opernsängerin des frühen 20. Jahrhunderts in den Stimmlagen Mezzosopran und Alt. Sie wurde von Gustav Mahler an das k.k. Hof-Operntheater in Wien verpflichtet und sang nach dessen Tod im Jahr 1911 die Uraufführung seines Lieds von der Erde in München.

## Leben und Werk
Sara Jane Layton Walker war die Tochter eines amerikanischen Generals. Sie hatte eine umfangreiche, ausdrucksstarke Stimme und sang mit mehr Legato als heute üblich. Die schlichte und klare Stimmführung war sowohl für traurige oder sentimentale Lieder, als auch für tragische und dramatische Bühnenfiguren prädestiniert. Die verinnerlichte Darstellung von Gefühlsleben und Abschiedsgedanken in Rückerts Texten,  Ich bin der Welt abhanden gekommen, fand in ihr die kongeniale Interpretin. Die Künstlerin studiert zuerst bei Ernestinoff in Indianapolis, begann dann eine Karriere als Kirchen- und Oratorien-Sängerin in den Vereinigten Staaten und ging in der Folge nach Paris, um ihre Studien bei Jean de Reszke fortzusetzen. Unterricht nahm sie auch bei Victor Capoul und bei Fidèle König in Paris sowie bei Amalie Joachim in Berlin und bei Gustav Walter in Wien.
Sie war in erster Ehe mit Morris Black verheiratet.

### Debüt und erste Stationen
Die Sängerin debütierte erst 1904 auf der Opernbühne – als Orpheus in Glucks Orfeo ed Euridice an der Opéra de Nice. Das Debüt war ein durchschlagender Erfolg und die Sängerin erhielt eine Reihe schmeichelhafter Angebote von mehreren großen europäischen Opernhäusern. Auf Anraten ihres Lehrers de Reszke, eines der bedeutendsten Tenöre des 19. Jahrhunderts, der seine Karriere erst 1901 beendet hatte, schlug sie jedoch alle Angebote aus und ging nach Deutschland, um Wagner-Partien einzustudieren und ihre Gesangstechnik zu perfektionieren. Ihr Debüt in Deutschland erfolgte jedoch nicht mit Wagner, sondern mit Verdi: Sie sang die Amneris in Aida in Braunschweig. Im Jahre 1905 heiratete sie den schwedischen Rittergutsbesitzer Charles Cahier und nannte sich fortan Mme Charles Cahier, selten auch Sara Charles-Cahier. Der ungewöhnliche Name Mme Charles Cahier war auch auf den Besetzungszetteln und den Abendplakaten abgedruckt.
Sie gastierte an der Königlichen Hofoper in Berlin und in weiteren deutschen Städten, bevor sie im Jahr 1907 das Angebot des Wiener Hofoperndirektors Gustav Mahler annahm und Ensemblemitglied der k.k. Hofoper wurde. Sie blieb an diesem Haus bis 1911 verpflichtet.

### Gustav Mahler und die Wiener Hofoper
In Wien debütierte sie mutmaßlich am 9. März 1907 in der Titelrolle von Bizets Carmen, mit großem Erfolg, und sang diese Rolle noch weitere 22-mal bis April 1911. Mutmaßlich deshalb, weil das elektronische Spielplanarchiv der Wiener Staatsoper zwar bereits ab 1955 alle Besetzungen vollständig wiedergibt, die Jahre davor aber erst schrittweise erfasst werden. Es könnte also das Debüt bereits vorher in einer anderen Rolle stattgefunden haben. Verbürgt sind folgende, bereits erfassten Rollen: 17-mal sang Mme Charles Cahier in Wien die Amneris, 16-mal die Erda im Siegfried, 15-mal die Ortrud, jeweils 7-mal die Dalila und die Gräfin in Tschaikowskis Pique Dame sowie 3-mal den Adriano in Wagners Rienzi. Weiters übernahm sie die Waltraute in der Neuinszenierung der Götterdämmerung am 21. November 1910, inszeniert von Wilhelm von Wymetal, dirigiert von Felix von Weingartner. Sie sang aber mit hoher Wahrscheinlichkeit auch Fidès und Santuzza im Haus am Ring, weiters vermutlich die Brangäne und den Sesto in Mozarts La clemenza di Tito.
Gustav Mahler, der unbestechlich in seinem Qualitätsanspruch und in der Auswahl der Sänger war, sollte nur mehr bis November 1907 an der Hofoper in Wien bleiben, ehe er – zermürbt von der Wiener Presse und den örtlichen Intrigen – nach New York ging. Die gemeinsame Zeit von Mahler und Mme Charles Cahier an der Wiener Hofoper beschränkte sich daher auf die Periode März bis November 1907. Leider ist auf den Besetzungszetteln des Jahres 1907 nicht der Dirigent angeführt, weshalb sich retrospektiv kaum feststellen lässt, wie oft und in welchen Rollen Mme Charles Cahier unter der Stabführung Mahlers an der Wiener Hofoper aufgetreten ist. Es gibt aber zahlreiche Hinweise darauf, dass die Sängerin parallel zu ihrem Wiener Engagement in zahlreichen von Mahler dirigierten Konzerten in München, Wien, Graz, Mannheim und weiteren kontinentaleuropäischen Städten Solopartien gesungen hat.
Zusätzlich sang sie von 1909 bis 1913 Wagner-Rollen bei den Münchner Opernfestspielen und gastierte in Paris und London. Nach Mahlers frühem Tod am 18. Mai 1911 wurde sie vom Dirigenten Bruno Walter eingeladen, gemeinsam mit dem Tenor William Miller in München die Uraufführung von Malers Lied von der Erde zu singen. Diese fand am 20. November 1911 in der Münchener Tonhalle statt.

### New York, Stockholm
Am Ende der Spielzeit 1911/12 debütierte die Sängerin an der Metropolitan Opera in New York City – als Azucena und wenig später als Amneris. Außerdem sang sie später noch die Fricka in Wagners Walküre an der Met – allerdings soll sie laut Kutsch/Riemens alle diese Rollen in jeweils nur einer einzigen Vorstellung gesungen haben. Weiters war sie in einem der Sonntagabend-Konzerte der Met zu hören.
Während des Ersten Weltkrieges hielt sie sich in Schweden auf, meistens auf Schloss Helgerum bei Skatet, und gastierte in den Jahren 1915 bis 1918 an der Königlichen Oper in Stockholm, mit großem Erfolg. In dieser Zeit erwarb sie auch die schwedische Staatsbürgerschaft. Nach Ende des Krieges setzte sie ihre internationale Karriere, sowohl auf der Opernbühne, als auch im Konzertsaal fort. Für 1920 sind Auftritte als Azucena, Amneris und Carmen am Opernhaus Zürich vermerkt, weiters sind Gastspiele in Berlin, Dresden, Leipzig, München und Amsterdam bekannt, allerdings bislang nicht datiert.

### Als Konzertsängerin, Aufnahmen
Hohes Ansehen erwarb sich Mme Charles Cahier als Konzert- und Oratoriensängerin. Sie gastierte in den Konzertsälen Deutschlands, Frankreichs, England und Italiens, wurde insbesondere als Interpretin der Werke von Bach, Liszt, Mahler und Schumann angefragt. Sie sang unter berühmten Dirigenten und Komponisten, wie Edvard Grieg, Willem Mengelberg und Richard Strauss. Beim Mahler-Fest 1920 sang sie in Amsterdam, mit dem Concertgebouw-Orchester unter Mengelberg, und im Jahr 1922 übernahm sie in New York erneut das Altsolo im Lied von der Erde, diesmal mit dem Tenor Orville Harrold und dem Dirigenten Artur Bodanzky. Während ihre Opernauftritte in Amerika limitiert blieben, konnte sie in den Konzertsälen ihres Heimatlandes große Erfolge verbuchen. Häufig integrierte sie Werke zeitgenössischer Komponisten in ihre Programme, beispielsweise Werke von Gabriel Dupont, Reynaldo Hahn und Raoul Laparra. Sie sang auch die amerikanische Premiere von Strawinskis Les Noces.
Kutsch/Riemens schreiben: „Wenige Schallplatten“ und nennen jeweils eine G&V, Ultraphon und eine schwedische Odeon-Platte sowie drei HMV-Aufnahmen. 1992 wurde von Pearl die 1930er-Aufnahme von Mahlers Urlicht neu aufgelegt. Auf YouTube ist ihre Gestaltung der Fidès in Meyerbeers Le prophète abrufbar. Die Aufnahme zeigt sehr gut die innige Konzentration und die glaubwürdige Rollengestaltung der Künstlerin.

### Abschied von Bühne und Konzertsaal
1927 trat sie noch auf der Bühne auf, 1931 gab sie in Berlin ein Konzert. 1933 trennte sie sich von ihrem Ehemann. Sie wurde in ihren letzten Lebensjahrzehnten noch zu einer gefragten Gesangslehrerin, zuerst in Nöresund in Schweden, später in Salzburg, schließlich am Curtis Institute of Music in Philadelphia. Zu ihren Schülern zählten unter anderem Marian Anderson, Else Brems, Göta Ljungberg und Rosette Anday. Auf ihre Empfehlung hin wechselte Lauritz Melchior erfolgreich von der Stimmlage Bariton zum Heldentenor. Über ihre letzten Lebensjahre ist nichts bekannt. Sie verstarb 81-jährig im Schlaf.

## Interpretationen
| Auf der Opernbühne: Bizet: - Titelpartie in Carmen Gluck: - Orpheus in Orfeo ed Euridice Mascagni: - Santuzza in Cavalleria rusticana Meyerbeer: - Fidès in Le prophète Saint-Saëns: - Dalila in Samson et Dalila |  | Verdi: - Azucena in Il trovatore - Amneris in Aida Wagner: - Adriano in Rienzi - Ortrud im Lohengrin - Brangäne in Tristan und Isolde - Fricka in Die Walküre - Erda in Siegfried - Waltraute in Götterdämmerung |  | Im Konzertsaal: Bach: - Matthäus-Passion Liszt Mahler: - Urlicht - Rückert-Lieder - Das Lied von der Erde Schumann Strawinsky: - Les Noces |

## Auszeichnungen
- Sie wurde am 31. Oktober 1909 von König Frederik VIII. von Dänemark mit der dänischen Verdienstmedaille Ingenio et arti ausgezeichnet.[9]
- Am 15. Februar 1911 erhielt sie von Großherzog Ernst Ludwig von Hessen und bei Rhein die Goldene Verdienstmedaille für Kunst und Wissenschaft verliehen.[10]

## Tondokumente

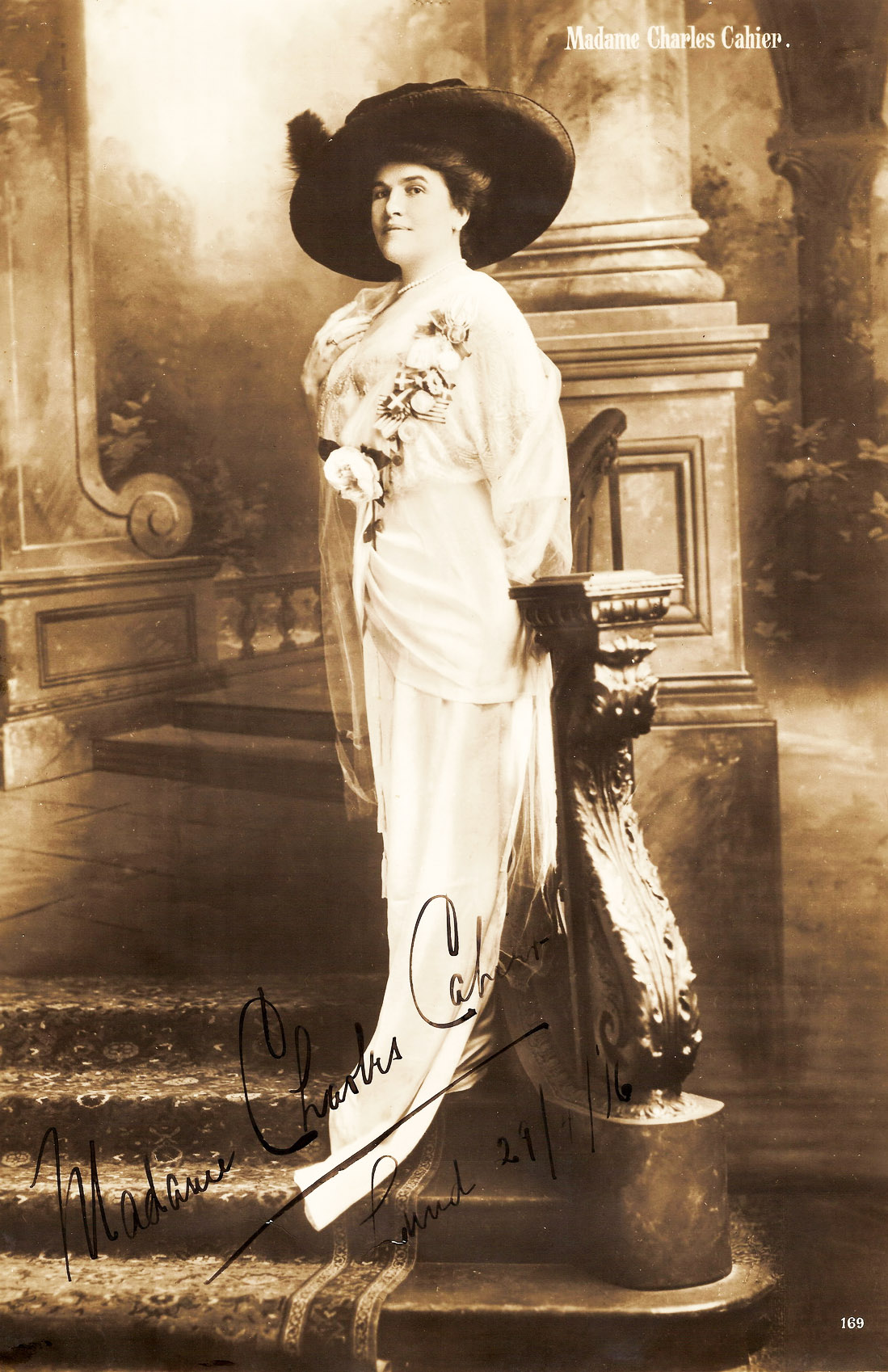
Ein mit „Mme Charles Cahier“ signiertes Bild

- Arias of Gluck, Verdi, Gounod, Bizet, Saint-Saëns, Massenet, Massé, Godard and Debussy; songs of Schumann, Hahn and Chaminade, gesungen von Jeanne Gerville-Réache (Mezzosopran) / Arias of Donizetti, Meyerbeer and Bizet; Martini's Menuet, folk songs, spirituals, gesungen von Madame Charles Cahier (Mezzosopran) PREISER 89737 TT: 77:29
- Mahler’s Decade in Vienna. Singers of the Court Opera 1897-1907, Marston 53004-2, darin zwei Arien der Künstlerin aus Carmen (Habanera und Air des cartes, beide aufgenommen 1907)

## Bilddokumente
Neben den hier abgebildeten Fotografien bestehen zahlreiche Rollenbilder, beispielsweise eines als Orpheus mit Laute und ein weiteres als Carmen mit Hut. Beide Bilder sind auf der Website Forgotten Opera Singers abgebildet, der Link zu dieser Seite findet sich hier unter Weblinks. Eine Reihe weiterer Rollenbilder und Porträts finden sich auf der Website Isoldes Liebestod. Dort ist auch ihre Anwesenheit bei der Eröffnung der Frauenklinik in München im Jahr 1911 dokumentiert.